# ウィンターパーク (フロリダ州)
ウィンターパーク（Winter Park）は、アメリカ合衆国フロリダ州のオレンジ郡にある都市。人口は2万9795人（2020年）。オーランドの北東に隣接している。

## 概要
1880年に鉄道が開通し、駅の周りに町が形成された。開発はボストンやフィラデルフィアの投資家グループが主導して行われた。分譲地はアメリカ北東部の富裕層を顧客として売りに出された。冬でも暖かい気候を強調するため「ウィンターパーク」という地名が採用された。

## 交通
ウィンターパーク駅はオーランド駅の一つ隣の駅である。アムトラックとサンレールが乗り入れている。

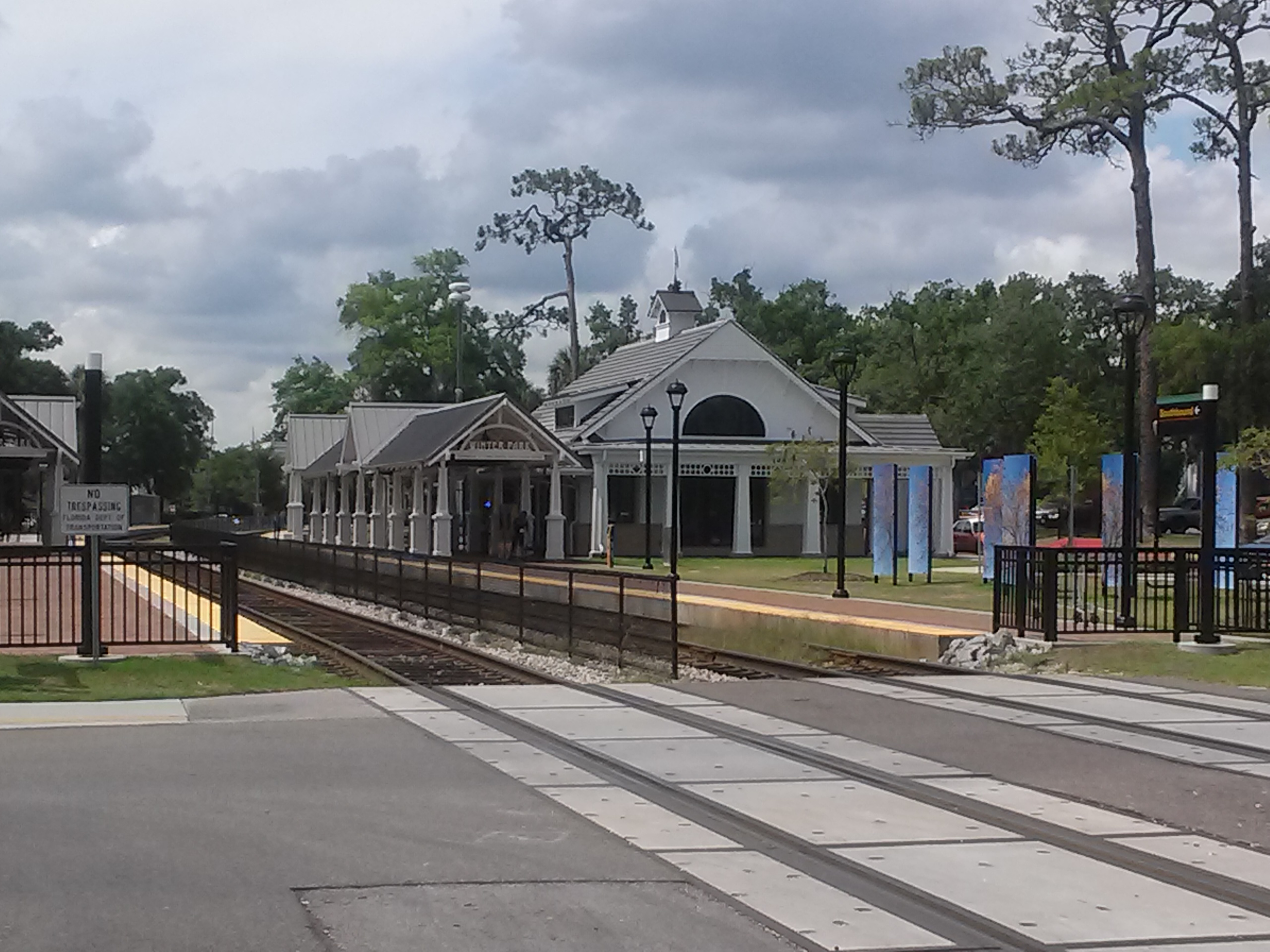
ウィンターパーク駅

## 関係者
- ローガン・ギルバート：野球選手
- ダックス・マッカーティ：サッカー選手
- クリス・マッケイ：映画監督
- フォレスト・ウォール：野球選手